# Restauração do prepúcio
Restauração do prepúcio ou reconstrução do prepúcio refere-se ao processo de recriar o prepúcio do pénis, que foi removido por circuncisão ou lesão. A restauração do prepúcio é primariamente conseguida ao esticar a pele residual do pénis, mas métodos cirúrgicos também existem. A restauração cria um fac-símile do prepúcio, mas tecidos especializados removidos durante a circuncisão não podem ser recuperados. Algumas formas de restauração envolvem apenas regeneração parcial em situações de corte-alto onde o circuncidado sente que quem o circuncidou removeu demasiada pele e que não tem pele suficiente para as ereções serem confortáveis.

## História
No mundo greco-romano, os genitais não circuncidados, incluindo o prepúcio, eram considerados um sinal de beleza, civilidade, e masculinidade. Nas sociedades Clássicas gregas e romanas (Século VIII AC ao século VI AD), a exposição da glande era considerada nojenta e imprópria, e não condizia com o ideal helenístico de nudez ginástica. Homens com prepúcios curtos usavam o cinodesma para evitar exposição. Como consequência deste estigma social, uma forma inicial de restauração do prepúcio conhecida como epispasmo era praticada entre alguns judeus na Roma Antiga (século VIII AC ao século V AD).
A restauração do prepúcio é de origem antiga e data até à Macedónia Antiga (333 AC). Os homens participavam no ginásio nus e porque os gregos não praticavam circuncisão, qualquer pessoa que fosse circuncidada era socialmente excluída. Os judeus helenizados pararam de circuncidar os seus filhos para evitarem perseguição e para que pudessem participar no ginásio. Alguns judeus nesta época tentaram restaurar os seus prepúcios. Isto causou conflito dentro do Judaísmo do Segundo Templo, alguns judeus viam a circuncisão como uma parte essencial da identidade judaica (1 Macabeus 1:15). Depois da morte de Alexandre, a Judeia e o Levante eram parte do Império Selêucida sob Antíoco IV Epifânio (175-164 AC). Antíoco ilegalizou a prática judaica de circuncisão, tanto 1 Macabeus e 2 Macabeus registam que as mães judaicas eram mortas por circuncidar os seus filhos (1:60-61 e 6:10 respetivamente). Alguns judeus durante a perseguição de Antíoco procuraram desfazer as suas circuncisões. Dentro do século I AD, existiram algumas formas de procura de restauração do prepúcio. Durante as terceiras Guerras romano-judaicas (132-135), os romanos renomearam Jerusalém como Aelia Capitolian e podem ter banido a circuncisão; no entanto, fontes romanas desse período apenas mencionam castração. Durante a revolta Bar Kokhba, havia provas rabínicas de que judeus que tinham removido a sua circuncisão (significando que restauração do prepúcio ainda era praticada) eles eram re-circuncidados, voluntariamente ou por força. Mais uma vez, durante a II Guerra Mundial, alguns judeus europeus procuraram a restauração do prepúcio para evitar perseguição Nazi.

## Técnica não-cirúrgicas

### Expansão do tecido
A restauração do prepúcio não-cirúrgica, conseguida através de expansão do tecido, é o método mais comummente usado.
A expansão do tecido há muito se sabe estimular a mitose, e pesquisas mostram que os tecidos humanos regenerados têm atributos desse tecido original.

#### Métodos e dispositivos
Durante a restauração via expansão do tecido, o resto da pele peniana é puxada para a frente sobre a glande, a tensão é mantida ou manualmente ou pela ajuda de um dispositivo de restauração do prepúcio.

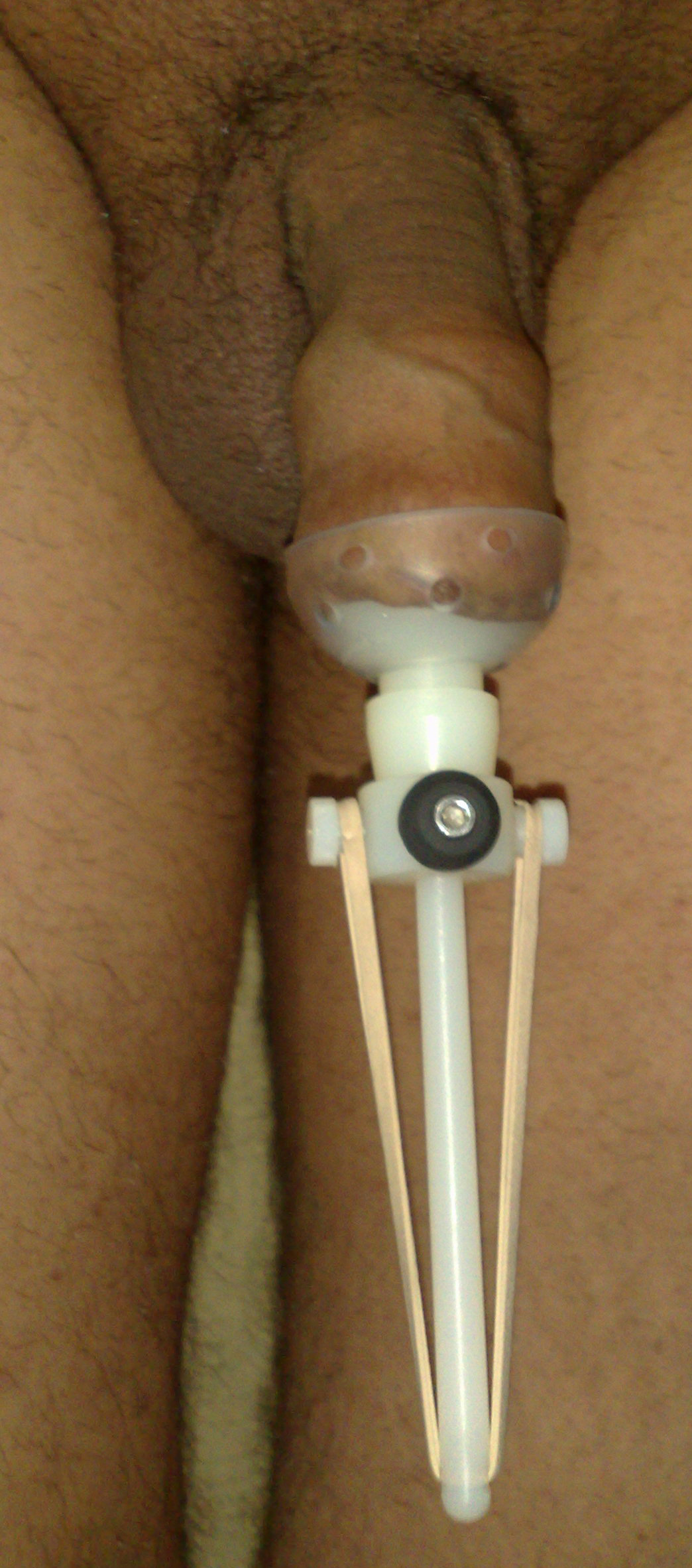
Restaurador de dupla tensão aplicado a um pénis circuncidado para restauração não-cirúrgica do prepúcio
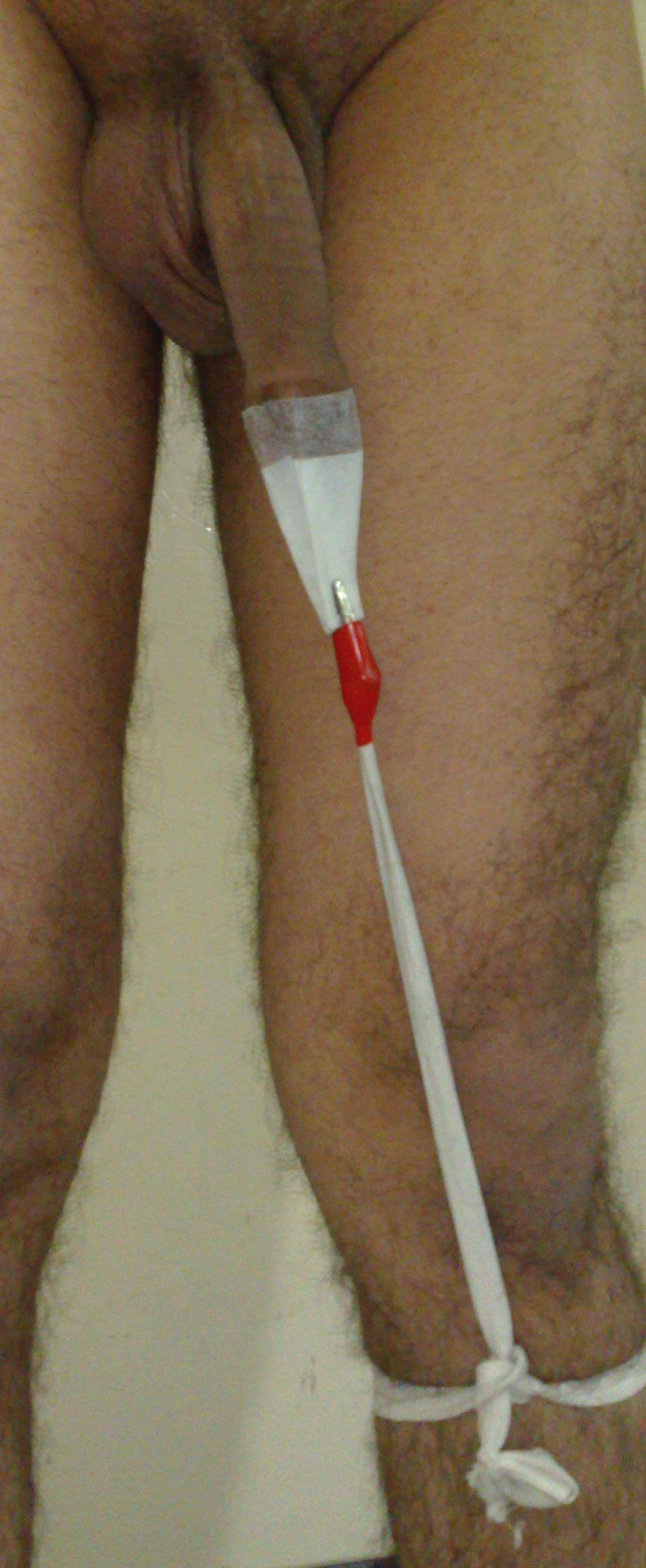
Fita-T com uma tira na perna
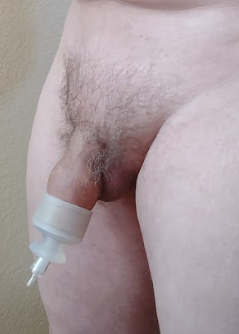
Dispositivo de silicone com uma válvula unidirecional que permite que ar seja bombeado para inflacionar e expandir o prepúcio
Aplicação de um dispositivo típico de restauração, o TugAhoy, chamado de "Puzzle chinês" pelo seu inventorAplicação de um dispositivo típico de restauração, o TugAhoy, chamado de "Puzzle chinês" pelo seu inventor

## Técnicas cirúrgicas

### Reconstrução do prepúcio
Métodos cirúrgicos de restauração do prepúcio, conhecida como reconstrução do prepúcio, normalmente envolve um método de colocar um enxerto de pele numa porção distal do corpo peniano. O enxerto é tipicamente tirado do escroto, que contem o mesmo músculo liso (conhecido como dartos fascia) como a pele do pénis. Um método envolve um procedimento de quatro etapas no qual o corpo peniano é enterrado no escroto por um período de tempo.

## Resultados

### Aspetos físicos

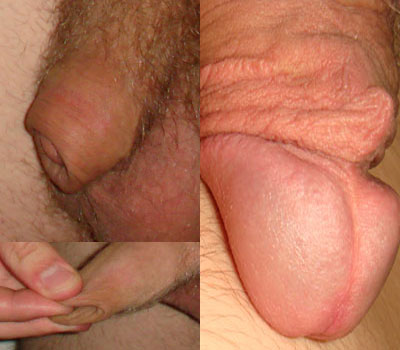
Um prepúcio parcialmente restaurado depois de quatro anos de restauração não-cirúrgica

A restauração cria um fac-símile do prepúcio, mas os tecidos especializados removidos durante a circuncisão não podem ser recuperados. Existem procedimentos cirúrgicos para reduzir o tamanho da abertura quando a restauração está completa (como na imagem acima), ou pode ser aliviado por um maior compromisso ao regime de expansão de pele para permitir que mais pele se junte na ponta.
O prepúcio natural é composto por tecido liso de dartos, grande vasos sanguíneos, nervos extensos, pele exterior, e mucosa interior.
O processo de restauração do prepúcio procura regenerar algum do tecido removido por circuncisão, como também fornecer cobertura da glande. Segundo a pesquisa, o prepúcio compõe mais de metade da pele e mucosa do pénis humano.
Num inquérito, os pacientes reportaram que a restauração aumentou o seu prazer sexual em 69% e melhorou a sua relação em 25%.

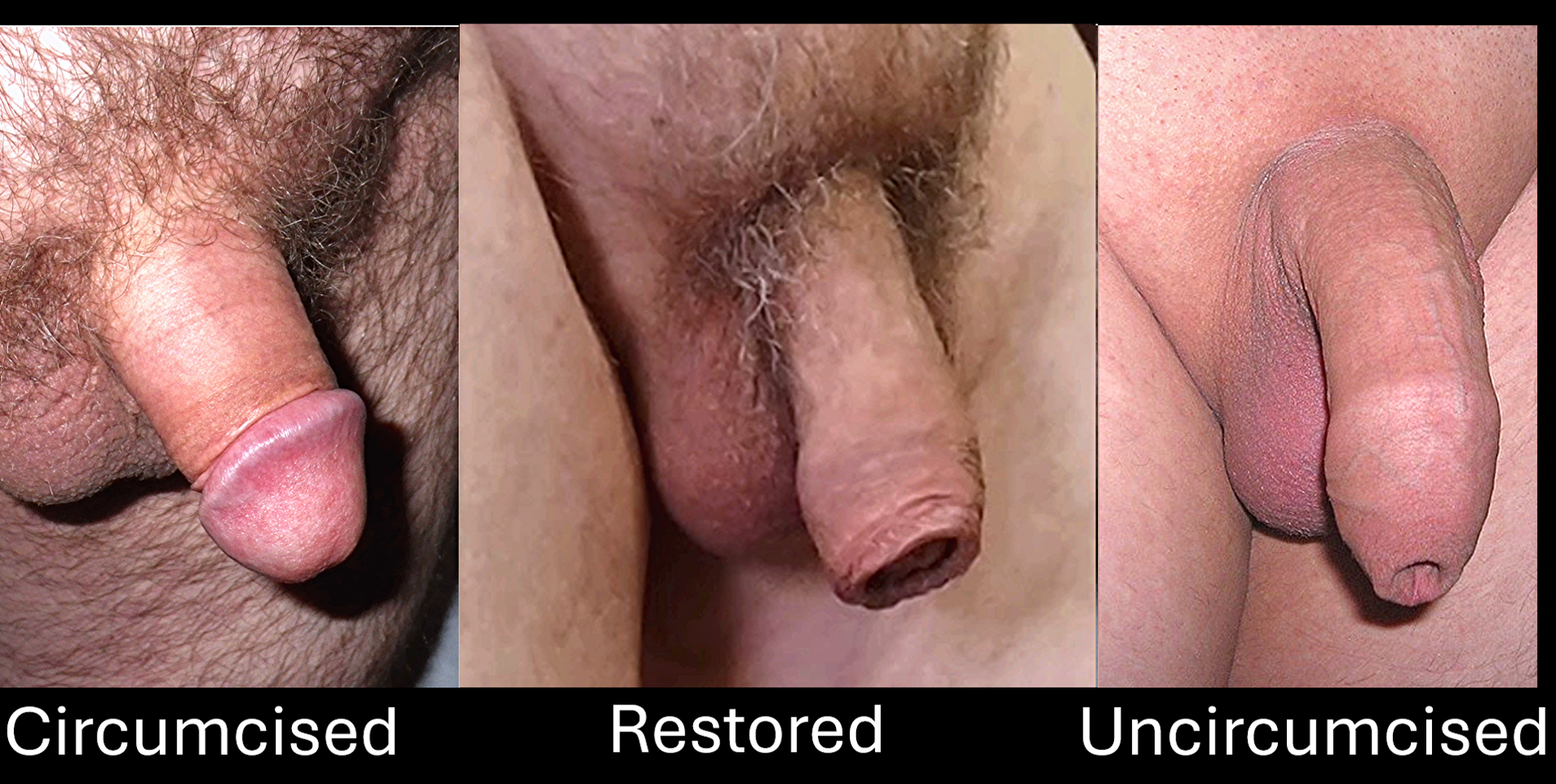
(esquerda) circuncidado, (meio) prepúcio restaurado, (direita) não circuncidado

## Organizações
Vários grupos foram fundados desde o final do século XX, especialmente na América do Norte onde a circuncisão tem sido rotinamente realizada em crianças. Em 1989, a Organização Nacional de Restauração dos Homens foi fundada como um grupo de apoio para homens que estavam a restaurar o prepúcio. Em 1991, o grupo Centros de Informação e Recurso de UNCircuncidar foi formado, que foi incorporado na Organização Nacional de Restauração dos Homens em 1994. A organização está espalhada pelos Estados Unidos, como também no Canadá, Reino Unido, Austrália, Nova Zelândia, e Alemanha. Na França, existem duas associações sobre isto. A Association contre la Mutilation des Enfants e mais recentemente Droit au Corps.